# Rzepin

Stemă

Rzepin este un oraș în Polonia.